# هيوستن (مسيسيبي)
هيوستن (بالإنجليزية: Houston, Mississippi)‏ هي بلدة أمريكية تقع في الولايات المتحدة في Chickasaw County. يقدر عدد سكانها بـ 3,623 نسمة ومساحتها 19.7 كم2 وترتفع عن سطح البحر 108 متر.

## أعلام
- ديفيد ر. بوين
- روزا لي تاكر
- جيمس دبليو. سانت كلير